# Pierluigi Costantin
Pierluigi Costantin (ur. 13 lutego 1971) – włoski biegacz narciarski, zawodnik klubu C.S. Fiamme Oro.

## Kariera
W Pucharze Świata Pierluigi Costantin zadebiutował 14 grudnia 1996 roku w Brusson, zajmując 93. miejsce na dystansie 15 km techniką dowolną. Pierwsze pucharowe punkty zdobył blisko cztery lata później - 8 grudnia 2000 roku w Santa Caterina, gdzie zajął 23. pozycję w tej samej konkurencji. W klasyfikacji generalnej najlepiej wypadł w sezonie 2002/2003, który ukończył na 96. miejscu. Startował także w zawodach cyklu FIS Marathon Cup łącznie trzykrotnie stając na podium, ale nie odniósł zwycięstwa. W 2005 roku był drugi, a rok później trzeci w amerykańskim maratonie American Birkebeiner; w 2006 roku był też trzeci w American Birkebeiner. W sezonie 2005/2006 był drugi w klasyfikacji generalnej, za swym rodakiem Marco Cattaneo, a bezpośrednio przed kolejnym Włochem - Roberto De Zoltem. Nigdy nie wziął udziału w igrzyskach olimpijskich ani mistrzostwach świata. W 2008 roku zakończył karierę.

## Osiągnięcia

### Puchar Świata

#### Miejsca w klasyfikacji generalnej
- sezon 2000/2001: 115.
- sezon 2001/2002: 135.
- sezon 2002/2003: 96.
- sezon 2003/2004: 104.
- sezon 2005/2006: 167.

#### Miejsca na podium
Costantin nigdy nie stał na podium indywidualnych zawodów Pucharu Świata.

### FIS Marathon Cup

#### Miejsca w klasyfikacji generalnej
- sezon 2000/2001: 11.
- sezon 2001/2002: 6.
- sezon 2002/2003: 22.
- sezon 2003/2004: 34.
- sezon 2004/2005: 4.
- sezon 2005/2006: 2.
- sezon 2006/2007: 17.
- sezon 2007/2008: 19.

#### Miejsca na podium
| Nr | Dzień     | Rok  | Zawody               | Dystans               | Czas biegu  | Strata      | Pozycja | Zwycięzca       |
| -- | --------- | ---- | -------------------- | --------------------- | ----------- | ----------- | ------- | --------------- |
| 1. | 26 lutego | 2005 | American Birkebeiner | 52 km stylem dowolnym | 2:03:14,6 h | +56,3 s     | 2.      | Marco Cattaneo  |
| 2. | 12 lutego | 2006 | Transjurassienne     | 76 km stylem dowolnym | 3:17:3,0 h  | +1:57,0 min | 3.      | Roberto De Zolt |
| 3. | 25 lutego | 2006 | American Birkebeiner | 52 km stylem dowolnym | 2:08:56.0 h | +43,0 s     | 3.      | Marco Cattaneo  |